# Dave's Love Affair
 (juin 2025).
Pour plus de détails, voir Fiche technique et Distribution.
Dave's Love Affair est un film américain réalisé par Mack Sennett et sorti en 1911.

## Fiche technique
- Titre original : Dave's Love Affair
- Réalisation : Mack Sennett
- Société de production : Biograph Company
- Pays de production :  États-Unis
- Langue originale : anglais
- Format : noir et blanc - film muet
- Date de sortie :
  - USA : 8 juin 1911